# Lliga italiana de futbol femení
La Serie A Femminile, anomenada oficialment Serie A Femminile TIM per motius de patrocini, és la màxima divisió del campionat italià de futbol femení gestionat, a partir de la temporada 2018-2019, per la Federació Italiana de Futbol (FIGC). Des de la temporada 2015-2016 han participat 12 equips (en el passat el nombre ha variat de 10 a 16, passant a 12 i 14 equips) que s'enfrontaran per torn a la primera volta (es juga aproximadament entre els mesos d'octubre i gener) i en la tornada (entre els mesos de gener i juny). Per cada partit s'atorguen tres punts a l'equip guanyador i zero al perdedor; en cas d'empat, s'atorga un punt per cada equip.
Al final de cada temporada l'equip amb més punts és declarat guanyador de la competició, rebent el títol de iure de «campió d'Itàlia», que el permet classificar-se per a la Lliga de Campions Femenina de la UEFA, juntament amb el segon classificat, i portar l'scudetto amb el seu uniforme durant la temporada següent. Els dos últims equips classificats descendeixen a la Serie B. Fins a la temporada 2012-2013 els dos últims equips descendien a la Serie A2, rebatejada com a Serie B des de la temporada 2013-2014.
La temporada 2022-2023 va ser la primera edició de la Sèrie A femenina de caràcter professional.

## Els equips
121 equips han participat en els 50 campionats femenins d'un sol grup de la Sèrie A disputats entre 1974 i 2023-2024 (els que participen en la temporada actual en negreta):
- 36: Lazio CF
- 31: Fiamma Monza
- 27: Torino
- 25: ACF Milan, Torres
- 22: Verona Women
- 19: Tavagnacco
- 16: Firenze
- 15: Agliana, Reggiana, Roma CF
- 14: Pordenone Albatros
- 12: Gravina
- 10: Bologna CF, Giugliano, Verona CF
- 9: Brescia, Como 2000, Mozzanica, ACF Verona
- 8: Fiorentina, Gorgonzola, Trani 80
- 7: Chiasiellis, G.E.A.S., Milan 82 Salvarani, Pisa
- 6: Carrara, Lugo, Juventus, Padova, Piacenza, Picenum, Pink Sport Time, Prato, Sassuolo
- 5: Alaska Lecce, Atalanta, Foroni Verona, Juventus Torino, Milan, Modena Euromobil, Res Roma, Riva del Garda, Riviera di Romagna, Roma
- 4: Atletico Oristano, Aurora Bergamo, Cagliari, Delfino, Empoli, Monteforte Irpino, ACF Napoli, Napoli, Rodengo Saiano, San Zaccaria, Sarzana 2000, Somma Vesuviana, Tigullio 72, Diadora Valdobbiadene, Valigi Perugia, Venezia 1984, Verona
- 3: Ascoli, Belluno, Cascine Vica, ChievoVerona Valpo, Fiamma Sarcedo, Florentia S.G., Foggia, Inter, Juve Siderno, ACF Juventus, Modena, Orobica, ACF Piacenza, Pordenone, Rutilius Sport, Turris, Vigor Senigallia
- 2: Bergamo R, Cuneo, Grifo Perugia, Jolly Catania, U.S. Libertas, Ludos Palermo, Luserna, Pomigliano, Prato Sport, Real Torino, Riozzese, Roma Club, Sampdoria, Sporting Segrate 92, Südtirol, Tradate Abbiate, Vallassinese
- 1: Alba Pavona, Aquile Palermo, Arezzo, Attilia Nuoro, Calendasco, Chieti, Derthona, Falchi Astro, Fortitudo Mozzecane, Gravina in Puglia, F.C.F. Inter, Inter Milano, L.F. Jesina, Latina, Lazio, Livorno, Lucca 7, Messina, M. Matese Bojano, Orlandia 97, Parma, ACF Perugia, Piazza 96, Porto Mantovano, Salernitana, San Marino, Scalese, Sporting Casalnuovo, Trento, Urbe Tevere, Valdarno, Vittorio Veneto

## Llista d'honor
A continuació es mostra el quadre d'honor del campionat italià de futbol femení. Des de la temporada 1986-1987 el campionat està organitzat per la FIGC-LND, mentre que per a les temporades anteriors s'indica la federació organitzadora.
- 1968 FICF: Genova (1º)
- 1968 UISP: Bologna CF (1º)[4]
- 1969 FICF: ACF Roma (1º)
- 1969 UISP: Bologna CF (2º)[4]
- 1970 FFIGC: Gommagomma (1º)
- 1970 FICF: Real Torino (1º)[4]
- 1971 FFIGC: Piacenza (1º)
- 1971 FICF: Real Juventus (1º)[4]
- 1972 FFIUAGC: Gamma 3 Padova (1º)
- 1973 FFIUGC: Gamma 3 Padova (2º)
- 1973 FICF: Milano (2º)[4]
- 1974 FFIUGC: Falchi Astro Montecatini (1º)
- 1975 FIGCF: USF Milan (3º)
- 1976 FIGCF: Valdobbiadene (1º)
- 1977 FIGCF: Diadora Valdobbiadene (2º)
- 1978 FIGCF: Jolly Catania (1º)
- 1979 FIGCF: Lazio CF Lubiam (1º)
- 1980 FIGCF: Lazio CF Lubiam (2º)
- 1981 FIGCF: Alaska Lecce (1º)
- 1982 FIGCF: Alaska Lecce (2º)
- 1983 FIGCF: Alaska Lecce (3º)
- 1984 FIGCF: Alaska Trani 80 (1º)
- 1985 FIGCF: Sanitas Trani 80 (2º)
- 1985-1986 FIGCF: Despar Trani 80 (3º)
- 1986-1987: Lazio CF (3º)
- 1987-1988: Lazio CF (4º)
- 1988-1989: Giugliano (1º)
- 1989-1990: Reggiana R. Zambelli (1º)
- 1990-1991: Reggiana R. Zambelli (2º)
- 1991-1992: Milan 82 Salvarani (1º)
- 1992-1993: Reggiana R. Zambelli (3º)
- 1993-1994: Torres Fo.S. (1º)
- 1994-1995: Agliana (1º)
- 1995-1996: Verona Gunther (1º)
- 1996-1997: Modena (1º)
- 1997-1998: Modena (2º)
- 1998-1999: ACF Milan (4º)
- 1999-2000: Torres Fo.S. (2º)
- 2000-2001: Torres Fo.S. (3º)
- 2001-2002: Ruco Line Lazio (5º)
- 2002-2003: Foroni Verona (1º)
- 2003-2004: Foroni Verona (2º)
- 2004-2005: Bardolino Verona (1º)
- 2005-2006: Fiammamonza (1º)
- 2006-2007: Bardolino Verona (2º)
- 2007-2008: Bardolino Verona (3º)
- 2008-2009: Bardolino Verona (4º)
- 2009-2010: Torres (4º)
- 2010-2011: Torres (5º)
- 2011-2012: Torres (6º)
- 2012-2013: Torres (7º)
- 2013-2014: Brescia (1º)
- 2014-2015: AGSM Verona (5º)
- 2015-2016: Brescia (2º)
- 2016-2017: Fiorentina (1º)
- 2017-2018: Juventus (1º)
- 2018-2019: Juventus (2º)
- 2019-2020: Juventus (3º)[nota 1]
- 2020-2021: Juventus (4º)
- 2021-2022: Juventus (5º)
- 2022-2023: Roma (1º)
- 2023-2024: Roma (2º)
- 2024-2025: Juventus (6º)

## Màxima golejadora
Les següents són les guanyadores dels màxims golejadors de la Sèrie A des de 1971:
| Edició    | Golejadora                       | Equip                 | Gols |
| --------- | -------------------------------- | --------------------- | ---- |
| 1971      | Elisabetta Vignotto              | Real Juventus         | 51   |
| 1972      | Elisabetta Vignotto              | Gamma 3 Padova        | 56   |
| 1973      | Elisabetta Vignotto              | Gamma 3 Padova        | 25   |
| 1974      | Elisabetta Vignotto              | Gamma 3 Padova        | 24   |
| 1975      | Susanne Augustesen               | Gamma 3 Padova        | 29   |
| 1976      | Susanne Augustesen               | Valdobbiadene         | 28   |
| 1977      | Susanne Augustesen               | Diadora Valdobbiadene | 42   |
| 1978      | Rose Reilly                      | Jolly Catania         | 32   |
| 1979      | Susanne Augustesen               | Conegliano            | 29   |
| 1980      | Elisabetta Vignotto              | Gorgonzola            | 29   |
| 1981      | Rose Reilly                      | Alaska Lecce          | 31   |
| 1982      | Susanne Augustesen               | Cagliari              | 32   |
| 1983      | Susanne Augustesen               | Alaska Lecce          | 31   |
| 1984      | Susanne Augustesen               | Lazio CF              | 25   |
| 1985      | Carolina Morace                  | Lazio CF              | 27   |
| 1985-1986 | Lone Hansen                      | Trani 80              | 26   |
| 1986-1987 | Susanne Augustesen               | Trani 80              | 34   |
| 1987-1988 | Carolina Morace                  | Lazio CF              | 40   |
| 1988-1989 | Carolina Morace                  | Lazio CF              | 26   |
| 1989-1990 | Carolina Morace                  | Reggiana              | 38   |
| 1990-1991 | Carolina Morace                  | Reggiana              | 29   |
| 1991-1992 | Carolina Morace                  | Milan 82 Salvarani    | 31   |
| 1992-1993 | Carolina Morace                  | Milan 82 Salvarani    | 33   |
| 1993-1994 | Carolina Morace                  | Torres                | 33   |
| 1994-1995 | Carolina Morace                  | Agliana               | 31   |
| 1995-1996 | Carolina Morace                  | Verona Gunther        | 39   |
| 1996-1997 | Carolina Morace                  | Modena                | 47   |
| 1997-1998 | Carolina Morace                  | Modena                | 41   |
| 1998-1999 | Patrizia Panico                  | Lazio CF              | 51   |
| 1999-2000 | Patrizia Panico                  | Lazio CF              | 41   |
| 2000-2001 | Patrizia Panico                  | Lazio CF              | 41   |
| 2001-2002 | Patrizia Panico                  | Lazio CF              | 47   |
| 2002-2003 | Chiara Gazzoli                   | Foroni Verona         | 54   |
| 2003-2004 | Chiara Gazzoli                   | Foroni Verona         | 34   |
| 2004-2005 | Valentina Boni Patrizia Panico   | Bardolino Torino      | 32   |
| 2005-2006 | Patrizia Panico                  | Torino                | 24   |
| 2006-2007 | Patrizia Panico                  | Bardolino             | 21   |
| 2007-2008 | Patrizia Panico                  | Bardolino Verona      | 27   |
| 2008-2009 | Patrizia Panico                  | Bardolino Verona      | 23   |
| 2009-2010 | Paola Brumana                    | Tavagnacco            | 24   |
| 2010-2011 | Patrizia Panico Daniela Sabatino | Torres Brescia        | 25   |
| 2011-2012 | Patrizia Panico                  | Torres                | 29   |
| 2012-2013 | Patrizia Panico                  | Torres                | 35   |
| 2013-2014 | Patrizia Panico                  | Torres                | 43   |
| 2014-2015 | Patrizia Panico                  | AGSM Verona           | 34   |
| 2015-2016 | Valentina Giacinti               | Mozzanica             | 32   |
| 2016-2017 | Lana Clelland                    | Tavagnacco            | 23   |
| 2017-2018 | Valentina Giacinti               | Brescia               | 21   |
| 2018-2019 | Valentina Giacinti               | Milan                 | 21   |
| 2019-2020 | Cristiana Girelli                | Juventus              | 16   |
| 2020-2021 | Cristiana Girelli                | Juventus              | 22   |
| 2021-2022 | Daniela Sabatino                 | Fiorentina            | 15   |
| 2022-2023 | Tabitha Chawinga                 | Inter                 | 23   |
| 2023-2024 | Evelyne Viens                    | Roma                  | 13   |
| 2024-2025 | Cristiana Girelli                | Juventus              | 19   |

## Aspecte mediàtic
A partir de la temporada 2018-2019, els drets televisius de la Serie A, així com els de la Coppa Italia (amb les dues semifinals i la final retransmesa en directe) i de la Supercopa d'Itàlia, pertanyen a Sky. La televisió de pagament ha signat un acord plurianual amb la FIGC, amb l'objectiu de donar suport i desenvolupar més el futbol femení a Itàlia i garantir-ne la visibilitat mitjançant la retransmissió d'un partit de campionat de la Serie A per setmana i una programació dedicada.
L'any 2021 es va signar un conveni per a les edicions 2021/2022 i 2022/2023 entre La7 Sp A., empresa del Grup de Comunicació del Caire, i la FIGC per a la retransmissió en directe en exclusiva d'un partit per a cada jornada del Torneig als canals La7 i La7d. A més, en el període de dos anys s'emetran altres dos esdeveniments esportius: les Semifinals i la Final de la Copa d'Itàlia i la Supercopa d'Itàlia.